# Битва у Пелыма (1583)
Битва войск Ермака с пелымским князем Аблегиримом у города Пелым

## Предыстория
1 сентября 1581 г. князь Аблегирим совершил разрушительный набег на Владения Строгановых в ходе которых разграбил много поселений и вернулся в Пелым. 

## Сражение
Летом 1583 г. Ермак прошел мимо татарских улусов по Иртышу и Оби до остяцкого Назыма. После чего отправился воевать Пелымское ханство на Тавде. 

Ермак предпринял попытку вывести свой поредевший отряд "вспять на Русь" через владения пелымского князька Аблегирима
В итоге казаки Ермака дошли до Пелыма где находился князь Аблы-Герим. Сразу же на них обрушился плотный град стрел. Городок оказался сильно укреплен и воизбежания больших потерь после непротяженной битвы Ермак отступил обратно в Искер.